# Leniwe inicjowanie
Leniwe inicjowanie – wzorzec projektowy polegający na opóźnianiu tworzenia obiektu, obliczania wartości lub przeprowadzania innych kosztownych operacji, aż do momentu pierwszego zapotrzebowania na nie.
Jest to zwykle dokonywane przez utrzymywanie flagi wskazującej, czy operacja (np. tworzenie obiektu) miała miejsce. Za każdym razem, gdy potrzebny jest wynik operacji, flaga jest testowana. Jeśli flaga wskazuje, że dana operacja miała już miejsce, to jest zwracany wynik operacji. Jeśli jeszcze nie, to wtedy dokonuje się tej operacji i zachowuje wynik.

## "Leniwa fabryka"
Często we wzorcach projektowych leniwe inicjowanie jest stosowane razem ze wzorcem metody fabrykującej. Taka kombinacja zespala ze sobą trzy idee:
- Użycie metody fabrykującej do otrzymywania instancji klasy (metoda fabrykująca),
- Przechowywanie instancji w mapie tak, że dostaje się za każdym razem tę samą instancję dla tych samych parametrów. Różni się od wzorca singletonu mnogością różnych instancji i uzależnieniem zwracanej instancji od parametrów – w singletonie jest jedna instancja i brak parametrów,
- Używanie leniwego inicjowania do tworzenia instancji obiektu za pierwszym razem, gdy jest potrzebny (wzorzec leniwego inicjowania)(porównaj z wzorcem singletonu).

## Przykłady

### Java
Tu jest bardzo prosty przykład napisany w Javie. Klasa Fruit nic nie robi, po prostu stanowi przykład implementacji wzorca. Zmienna klasowa types jest mapą używaną do przechowywania instancji Fruit według typów.
```
import
 
java.util.*
;

public
 
class
 
Fruit

{

    
private
 
static
 
final
 
Map
<
String
,
Fruit
>
types
 
=
 
new
 
HashMap
<
String
,
Fruit
>
();

    
private
 
final
 
String
 
type
;

    
// using a private constructor to force use of the factory method.

    
private
 
Fruit
(
String
 
type
)
 
{

      
this
.
type
 
=
 
type
;

    
}

    
/**

     * Lazy Factory method, gets the Fruit instance associated with a

     * certain type. Instantiates new ones as needed.

     * @param type Any string that describes a fruit type, e.g. "apple"

     * @return The Fruit instance associated with that type.

     */

    
public
 
static
 
synchronized
 
Fruit
 
getFruit
(
String
 
type
)
 
{

      
Fruit
 
f
 
=
 
types
.
get
(
type
);
 
// get the instance for that type

      
if
 
(
f
 
==
 
null
)
 
{

        
f
 
=
 
new
 
Fruit
(
type
);
 
// lazy initialization

        
types
.
put
(
type
,
f
);

      
}

      
return
 
f
;

    
}

}

```

### C++
Przykład klasy Fruit napisanej w C++
```
#include
 
<iostream>

#include
 
<string>

#include
 
<map>

using
 
namespace
 
std
;

class
 
Fruit
 
{

    
private
:

        
static
 
map
<
string
,
Fruit
*>
 
types
;

        
string
 
type
;

        
// note: constructor private forcing one to use static getFruit()

        
Fruit
(
const
 
string
&
 
t
)
 
:
 
type
(
 
t
 
)
 
{}

    
public
:

        
static
 
Fruit
*
 
getFruit
(
const
 
string
&
 
type
);

        
static
 
void
 
printCurrentTypes
();

};

//declaration needed for using any static member variable

map
<
string
,
Fruit
*>
 
Fruit
::
types
;

/*

 * Lazy Factory method, gets the Fruit instance associated with a

 * certain type. Instantiates new ones as needed.

 * precondition: type. Any string that describes a fruit type, e.g. "apple"

 * postcondition: The Fruit instance associated with that type.

 */

Fruit
*
 
Fruit::getFruit
(
const
 
string
&
 
type
)
 
{

    
map
<
string
,
Fruit
*>::
iterator
 
iter
 
=
 
types
.
find
(
type
);
   
//try to find a pre-existing instance

    
if
 
(
iter
 
==
 
types
.
end
())
 
{

        
// couldn't find one, so make a new instance

        
Fruit
*
 
f
 
=
 
new
 
Fruit
(
type
);
 
// lazy initialization part

        
types
[
type
]
 
=
 
f
;

        
return
 
f
;

    
}

    
else
 
{

        
return
 
iter
->
second
;

    
}

}

/*

 * For example purposes to see pattern in action

 */

void
 
Fruit::printCurrentTypes
()
 
{

    
if
 
(
types
.
size
()
 
>
 
0
)
 
{

        
cout
 
<<
 
"Number of instances made = "
 
<<
 
types
.
size
()
 
<<
 
endl
;

        
for
 
(
map
<
string
,
Fruit
*>::
iterator
 
iter
 
=
 
types
.
begin
();
 
iter
 
!=
 
types
.
end
();
 
++
iter
)
 
{

            
cout
 
<<
 
(
*
iter
).
first
 
<<
 
endl
;

        
}

        
cout
 
<<
 
endl
;

    
}

}

int
 
main
(
void
)
 
{

    
Fruit
::
getFruit
(
"Banana"
);

    
Fruit
::
printCurrentTypes
();

    
Fruit
::
getFruit
(
"Apple"
);

    
Fruit
::
printCurrentTypes
();

    
// returns pre-existing instance from first

    
// time Fruit with "Banana" was created

    
Fruit
::
getFruit
(
"Banana"
);

    
Fruit
::
printCurrentTypes
();

    
return
 
0
;

}

/*

OUTPUT:

Number of instances made = 1

Banana

Number of instances made = 2

Apple

Banana

Number of instances made = 2

Apple

Banana

*/

```

### SmallTalk
Poniżej jest przykład napisany w języku Smalltalk, używający metody dostępowej do zwracania wartości zmiennej przy pomocy leniwego inicjowania.
```
    
height

        
height
 
ifNil:
 [
height
 
:=
 
2.0
]
.

        
^
height

```

Alternatywą jest "nieleniwe" inicjowanie, które polega na użyciu inicjującej metody przy tworzeniu obiektu i wykorzystaniu metody dostępowej do pobierania wartości.
```
    
initialize

        
height
 
:=
 
2.0

    
height

        
^
height

```

Warto zauważyć, że leniwe inicjowanie może być też używane w nieobiektowych językach programowania.

### Ruby
Poniżej jest przykład napisany w języku Ruby:
```
require
 
'net/http'

class
 
Blogger

  
def
 
auth_token

    
@auth_token
 
||=
 
get_token_from_http_response
(
Net
::
HTTP
.
post_form
(
uri
,
 
params
))

  
end

  
# get_token_from_http_response, uri and params are defined later in the class

end

b
 
=
 
Blogger
.
new

b
.
instance_variable_get
(
:@auth_token
)
 
# returns nil

b
.
auth_token
 
# returns token

b
.
instance_variable_get
(
:@auth_token
)
 
# returns token

```